# Russische Stiftung für Geistes- und Sozialwissenschaften
Die Russische Stiftung für Geistes- und Sozialwissenschaften (deutsche Eigenbezeichnung, die wörtliche Übersetzung des russischen Namens Российский гуманитарный научный фонд ist Russische Stiftung für Geisteswissenschaften) ist eine staatliche russische Förderagentur für Geistes- und Sozialwissenschaften. Sie verwaltet Programme zur Förderung von wissenschaftlichen Projekten, Konferenzen, Expeditionen, Wettbewerben und Publikationen.
Die Hauptverwaltung befindet sich in Moskau, uliza Presnenski Wal 17.
Seit 2005 besteht ein Kooperationsabkommen mit der DFG. Die Stiftung wurde gegründet durch ein Dekret der Regierung der russischen Föderation von 8. September 1994 Nr. 1023 in dem  Evgeny V. Semenova zum Gründungsdirektor ernannt wurde.
Vorsitzender des Vorstandes der Stiftung ist Wladimir Nikolajewitsch Fridljanow, Doktor der Wirtschaftswissenschaften.

## Infrastruktur
Der Fonds unterstützt außerdem 2000 Bibliotheken und Projekte zur Erstellung von Informationssystemen für geisteswissenschaftliche Forschung wie Multimedia Informationssysteme, elektronische Wörterbücher, elektronische Publikationen, elektronische Kataloge, elektronische wissenschaftliche Bibliotheken, Datenbanken, Informations-Portale und Suchmaschinen.

## Herausgabe populärwissenschaftliche Bücher
Die Stiftung gibt auch eine Reihe von populärwissenschaftlichen Büchern heraus, sogenannte Volksausgaben, mit denen sie die Ergebnisse ihrer Forschungen einer breiten Öffentlichkeit zugänglich machen will. Seit 2012 werden die Volltexte auch zum Download angeboten.